# Julija Laputina

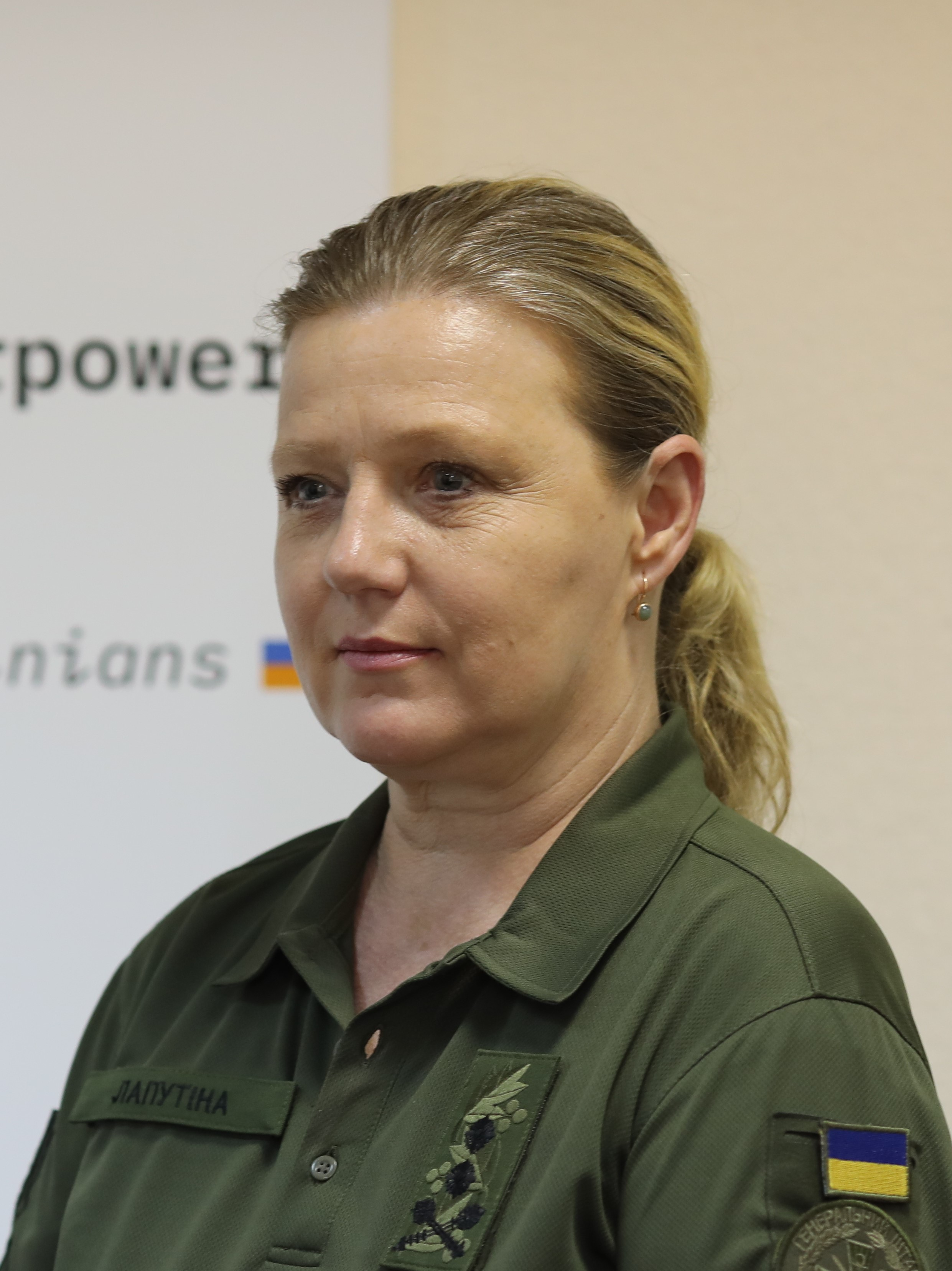
Julija Laputina (2022)

Julija Anatolijiwna Laputina (ukrainisch Юлія Анатоліївна Лапутіна, * 1967 in Kiew) ist eine ukrainische ehemalige Offizierin und Politikerin.

## Biografie
In ihrer Jugend legte sie eine Prüfung als Sportschützin an einem Institut ab. 1988 schloss sie ein Lehramtsstudium an der Nationalen Universität für Leibeserziehung und Sport der Ukraine in Kiew ab. Von August 1988 bis August 1992 war sie Forscherin in einem Labor des Forschungsinstituts für Psychologie der USSR in Kiew.
Von August 1992 bis Mai 2020 diente sie im Sicherheitsdienst der Ukraine (SBU). Sie trat dem SBU bei, weil sie sich für internationale Politik interessierte und an einen Ort gehen wollte, an dem sie den Staat verteidigen konnte. Laputina war an einer Reihe komplexer Operationen zur Niederschlagung eines separatistischen Putsches auf der Krim im Jahr 1994 beteiligt. Russland begann, verschiedene hybride Methoden anzuwenden, wie die Vernichtung der finanziellen Ressourcen der Krim. Es wurden Operationen durchgeführt, um alle Vermögenswerte von Unternehmen auf der Krim nach Russland zu bringen, auch durch falsche Mitteilungen. Darüber hinaus kam es im postsowjetischen Raum zu einem allgemeinen Prozess der Kriminalisierung von Unternehmen und zu Verbindungen zwischen Kriminellen und lokalen Behörden. Russland nutzte dies, um kontrollierte kriminelle Elemente und militante Personen zu beeinflussen, um die Situation in verschiedenen internen Prozessen auf der Krim zu destabilisieren. Zu dieser Zeit war Laputina Angestellte der Spezialeinheit Alfa, die bewaffnete Kriminelle festnahm, die zu Banden gehörten, die über Waffen und Geld verfügten, um Operationen gegen die Ukraine durchzuführen.
1996 schloss sie ein Jurastudium an der Akademie des Sicherheitsdienstes der Ukraine ab. Sie arbeitete als stellvertretende Leiterin der Spezialeinheit Alfa und stellvertretende Leiterin der Abteilung für Spionageabwehr und Schutz staatlicher Interessen im Bereich der Informationssicherheit des SBU. Vor Wiktor Janukowytschs Amtszeit warnte sie davor, dass eine versteckte russische Einflussnahme auf der Krim drohte, weil damals mit Mitteln aus dem Haushalt der Stiftung Russki Mir Programme auf den Weg gebracht worden waren, die mental auf die Wiedereingliederung der Bevölkerung der Halbinsel in den russischen Informationsraum abzielten. Dies wurde der Staatsführung mitgeteilt. 2008 schlug Laputina das Konzept der mentalen Integration der Krimbewohner in die Ukraine vor, doch zu Beginn von Janukowytschs Amtszeit kam alles zum Stillstand und die Programme zur Bekämpfung der russischen Sonderdienste wurden eingeschränkt. Danach wurde sie Mitglied des Lenkungsausschusses zur Bekämpfung des Terrorismus des Europarats.
Während dem Euromaidan hat sie ihre Kündigung beim SBU eingereicht. Janukowytsch floh aus der Ukraine, bevor Laputinas Kündigungsverfahren beendet war, und sie zog die Kündigung zurück. Seit April 2014 nahm sie am Krieg im Donbas teil. Sie war an der Befreiung der von Separatisten besetzten Stadt Kramatorsk beteiligt. Laputinas Einheit fand bei einer Ermittlung über Verbindungen des Moskauer Patriarchats zum Krieg im Kloster Swjatohirsk russische Spezialkräfte und teilte dies dem Hauptquartier mit. Es kam zu mehreren Gerichtsverfahren, in denen nachgewiesen wurde, dass bestimmte Bürger, die mit der betreffenden Religionsrichtung in Verbindung stehen, Handlungen begangen haben, die sich nachteilig auf die Sicherheit der Ukraine ausgewirkt haben. Von September bis Dezember 2014 war sie Kommandantin der SBU-Task Force im Donbas. Von 2014 bis 2020 war sie an der Umsetzung von Aufgaben zur Gewährleistung der Staatssicherheit im Krieg beteiligt. Im März 2020 wurde sie per Dekret des Präsidenten der Ukraine zum Generalmajor befördert. Sie ist die zweite ukrainische Frau, die diesen Rang erlangt hat.
Von August 2020 bis Dezember 2020 arbeitete sie als Generaldirektorin der Direktion für Kommunikations- und Informationspolitik des Ministeriums für die Wiedereingliederung der vorübergehend besetzten Gebiete der Ukraine. Am 18. Dezember 2020 wurde Laputina zur Ministerin für Veteranenangelegenheiten im Kabinett Schmyhal ernannt. Am 5. Februar 2024 reichte sie ihren Rücktritt vom Amt der Ministerin für Veteranenangelegenheiten ein. Dieser wurde am 7. Februar 2024 mit Mehrheit im Parlament angenommen.